# Шуантайцзы
Шуанта́йцзы (кит. упр. 双台子, пиньинь Shuāngtáizi)) — район городского подчинения городского округа Паньцзинь провинции Ляонин (КНР).

## Название
Название района в переводе означает «Две вышки». Согласно местной легенде, в начале существования империи Мин, когда в этих местах на берегу небольшой речки (современная река Шуантайцзыхэ) была только небольшая безымянная деревушка, в рамках укрепления обороны границ были построены две наблюдательные вышки, которые постепенно обрушились под воздействием непогоды. Со временем река углубилась и стала судоходной, деревушка стала расти. Когда встал вопрос о том, как назвать это место, вспомнили о том, что когда-то здесь были две вышки — и назвали «Шуан тайцзы».

## География
Район Шуантайцзы на юге граничит с районом Синлунтай, а с остальных сторон охватывается уездом Паньшань.

## История
В 1984 году Госсоветом КНР было принято решение (вступившее в силу с 1 января 1985 года) о создании из входивших до этого в подчинение властям Инкоу уездов Паньшань и Дава городского округа Паньцзинь; при этом уезд Паньшань ликвидировался, а вместо него были образованы три района: Паньшань, Синлунтай и Пригородный район. В ноябре 1986 года Пригородный район был ликвидирован, а вместо него был вновь образован уезд Паньшань; район Паньшань был при этом переименован в Шуантайцзы.
В 2010 году район был расширен за счёт территории уезда Паньшань.

## Административное деление
Район Шуантайцзы делится на 9 уличных комитетов и 1 волость.

## Экономика
В Шуантайцзы расположены нефтегазовое месторождение Ляохэ и крупное газохранилище корпорации PetroChina.